# Autoroute A6 (Portugal)
Pour les articles homonymes, voir Alentejo (homonymie) et Autoroute A6.
L'autoroute portugaise A6  E 90 , également appelée Autoestrada do Alentejo central relie l'  au niveau de Marateca à Caia en passant par Montemor-o-Novo, Évora, Estremoz et Elvas. Elle traverse d'ouest en est la région intérieure sud du pays pour se connecter à l'A-5 à la frontière hispano-portugaise. Sa longueur est de 158 kilomètres.

## Péage
Cette autoroute est payante (concessionnaire: Brisa).
| Section          | Tarif pour un véhicule léger (2021) |
| ---------------- | ----------------------------------- |
| Marateca - Elvas | 13€50                               |
| Lisbonne - Elvas | 16€75                               |

## Historique des tronçons
| Tronçon                           | État                 | km   |
| --------------------------------- | -------------------- | ---- |
| / - Montemor-o-Novo-Est           | En service (08/1995) | 43,7 |
| Montemor-o-Novo-Est - Evora-Ouest | En service (04/1998) | 15,2 |
| Evora-Ouest - Estremoz            | En service (05/1998) | 45,9 |
| Estremoz - Elvas                  | En service (09/1999) | 34,1 |
| Elvas - Espagne ( A-5 )           | En service (1998)    | 19,1 |

## Trafic
| Section                                     | Trafic en 2010 (véhicules/jour) |
| ------------------------------------------- | ------------------------------- |
| / - Vendas Novas                            | 8855                            |
| Vendas Novas - Montemor-o-Novo-Ouest        | 8161                            |
| Montemor-o-Novo-Ouest - Montemor-o-Novo-Est | 7470                            |
| Montemor-o-Novo-Est - Évora-Ouest           | 6614                            |
| Évora-Ouest - Évora-Est                     | 3080                            |
| Évora-Est - Estremoz                        | 3860                            |
| Estremoz - Borba                            | 2909                            |
| Borba - Elvas                               | 2841                            |

## Capacité
[incompréhensible]
| Section            | Capacité | Longueur |
| ------------------ | -------- | -------- |
| Marateca - Espagne |          | 158 km   |

## Itinéraire

Carte de l'A6

| Sorties                                    | Villes                                                  |
| ------------------------------------------ | ------------------------------------------------------- |
| 01                                         | Lisbonne Algarve Santarém                               |
| Aire de service de Vendas Novas (km 6)     |                                                         |
| 02                                         | Vendas Novas                                            |
| 03                                         | Montemor-o-Novo-Ouest                                   |
| 04                                         | Montemor-o-Novo-Est                                     |
| Aire de service de Montemor-o-Novo (km 53) |                                                         |
| 05                                         | Évora-Ouest                                             |
| 06                                         | Évora-Est - Beja IP 2                                   |
| Aire de service de Estremoz (km 99)        |                                                         |
| 07                                         | Estremoz - Portalegre IP 2                              |
| 08                                         | Borba                                                   |
| Péage de Elvas                             |                                                         |
| 09                                         | Vila Boim Elvas-Ouest                                   |
| 10                                         | Santa Eulália                                           |
| 11                                         | Campo Maior                                             |
| 12                                         | Elvas-Est                                               |
| 13                                         | Caia Aire de service de Caia                            |
|                                            | Frontière Espagne - Portugal                            |
|                                            | Autoroute du Sud-ouest A-5 E-90 (Connexion frontalière) |